# Ramsès IV
Ramsès IV (Héqamaât Méryamon) est le troisième pharaon de la XXe dynastie du Nouvel Empire de l'Égypte antique vers 1153 à 1148 avant l'ère commune. Il succède à son père Ramsès III, après qu'un complot a tué ce dernier, et précède son fils Ramsès V. Ramsès IV est enterré dans la vallée des Rois (tombe KV2).

## Généalogie

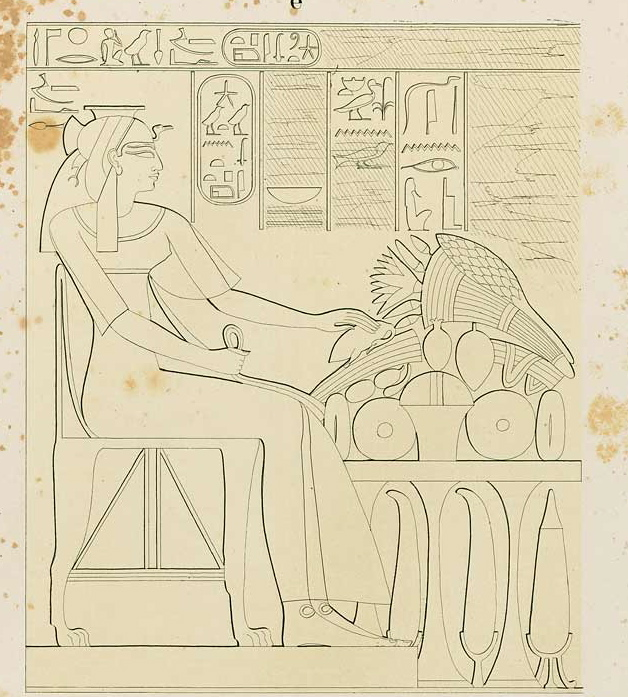
La grande épouse royale de Ramsès IV, Douatentopet.

Il est le fils de Ramsès III, à qui il succède sur le trône d'Égypte. Le nom de sa mère est mal connu, certains y voyaient la reine Iset, mais à la suite d'une nouvelle analyse concernant la reine Tyti, il est probable que la mère de Ramsès IV soit cette dernière. 
Sa place dans l'ordre des naissances demeure incertaine. La majorité des spécialistes le considèrent comme le 5e fils de Ramsès III. Pourquoi fut-il choisi pour régner ? Lorsque le pharaon avait plusieurs « épouses royales », le premier enfant de chaque épouse était appelé « fils aîné du roi ». On sait aujourd'hui que Ramsès III a eu au moins trois « fils aînés », puisque trois épouses lui sont attribuées. Christian Leblanc évoque même la possibilité d'un quatrième mariage, car il compte à Ramsès III une quatrième femme qui serait la mère de Ramsès IV. On sait aussi qu'il devient prince héritier en l'an 22 de Ramsès III. Alexander J. Peden ne croit pas que le prince ait occupé une fonction sacerdotale comme ses demi-frères. Ses fonctions, selon lui, étaient essentiellement honorifiques.
Sa seule épouse connue est sa demi-sœur Douatentopet, avec qui il a un fils : son successeur Ramsès V.

## Règne

### Jeunesse
Deuxième fils de Ramsès III, il devient prince héritier à la mort de son frère aîné, Amonherkhépeshef, âgé de quinze ans alors que Ramsès n'en a que douze. Sa promotion en tant que prince héritier est suggérée par son apparition (avec le titre approprié) dans une scène de la fête de Min au temple de Ramsès III à Karnak, qui pourrait avoir été achevé en l'an 22 du règne de Ramsès III (la date est mentionnée dans le poème inscrit à cet endroit). En tant que successeur choisi par son père, le prince porte trois titres distinctifs : « prince héréditaire », « scribe royal » et « généralissime ». Ces deux derniers sont mentionnés dans un texte du temple d'Amenhotep III à Soleb, et les trois titres figurent sur un linteau conservé aujourd'hui à Florence, en Italie. En tant qu'héritier présomptif, il assume des responsabilités croissantes. Par exemple, en l'an 27 du règne de son père, il est représenté nommant un certain Amenemopet au poste important de troisième prophète d'Amon dans la tombe TT148 de ce dernier. La tombe thébaine d'Amenemopet attribue également au prince Ramsès les trois séries de titres royaux mentionnées ci-dessus.

### Durée de règne

Fragment du « Journal de la Nécropole » relatif à l'annonce de la mort de Ramsès III et de l'accession au trône de Ramsès IV. Musée égyptologique de Turin.

Ramsès III mourut le 14e jour du IIIe mois de la saison Chémou de l'an 22 de son règne, Ramsès IV lui succède immédiatement (c'est-à-dire le lendemain de la mort de Ramsès III, soit ici le 15e jour jour du mois). Ramsès IV est décédé entre le 10e et le 18e jour du IIIe mois de la saison Akhet de l'an 7 de son règne. Son règne a donc duré environ six ans et huit mois.

### Début de règne
Au début de son règne, Ramsès IV adopte le nom de Nesout-bity Ousermaâtrê-Sétepenamon. Il partage la première partie du nom, Ousermaâtrê, avec son père Ramsès III, mais aussi Ramsès II, il s'agissait peut-être d'une forme de légitimation de son avènement après le complot ayant eu lieu à la fin du règne de son père. Toujours est-il qu'au cours de sa deuxième année de règne, Ramsès IV adopte un autre nom de Nesout-bity : Héqamaâtrê.
Politiquement, Ramsès IV est occupé à rétablir l'ordre dans le palais et le pays. En effet, il organise le procès contre les auteurs du complot ayant mené à la mort de son père. Cet évènement, rapporté sur papyrus judiciaire de Turin. Ce complot a peut-être mené Ramsès IV à constamment vouloir légitimer son règne, au travers de certaines représentations et de son activité constructrice particulièrement ambitieuse.

### Activités constructrices
Dès le début de son règne, Ramsès IV entreprend de nombreuses constructions. Il s'agit d'une véritable frénésie, ce règne se limitant presque à ceci, même si le court règne et peut-être également l'état sécuritaire et économique du pays n'a pas permis de mener à bien ces projets.

#### Thébaïde
Ramsès IV fait commencer un colossal temple des millions d'années à Deir el-Bahari, au bas de la rampe d'accès du temple funéraire de Montouhotep II. Les dépôts de fondation portent son second nom, Héqamaâtrê. Le plan s'inspire du temple des millions d'années de Ramsès II. Une succession de deux pylônes donne sur des cours à portiques, dont la dernière conduit au sanctuaire constitué d'une salle hypostyle et des chapelles de culte. Pour bâtir ce temple, dont il ne reste aujourd'hui que les fondations, des expéditions sont organisées aux carrières de grès du Gebel Silsileh. Ce temple a été continué sans pouvoir le finir par ses deux successeurs, son fils Ramsès V et son frère Ramsès VI : en effet, de nombreux fragments sculptés (colonnes et chapiteaux) portaient les noms de ces deux rois. Il y a également des blocs de grès ou de calcaire provenant des temples d'Hatchepsout, de Ramsès II et de Ramsès III, sans que l'on sache lequel (ou lesquels) des trois rois (Ramsès IV, V et VI) est responsable de ces pillages. Deux autres temples ont été fondés au début du règne (les dépôts de fondation portent le premier nom Ousermaâtrê), mais ils ne resteront qu'à l'état d'ébauche. L'un est situé un peu plus au nord du temple mentionné ci-dessus, l'autre est situé près de Médinet Habou.
Ces temples ébauchés ne sont qu'une partie des attestations du roi : il a en effet bien plus fait inscrire ses cartouches sur les monuments antérieurs. Grâce à l'utilisation des deux noms du roi, on peut séparer en deux parties les attestations du roi. Près de la moitié est d'entre elles portent le premier nom Ousermaâtrê, nom pourtant utilisé que pendant la première année et le début de la deuxième année du règne. Ainsi, son nom est attesté dans le temple d'Amon à Karnak sur les deux axes, du petit temple de Ramsès III dans la première cour à l'Akhmenou et de la cour de la cachette au IXe pylône. Il fait inscrire également son nom sur le pylône du temple d'Amon à Louxor, mais aussi sur celui de son père à Médinet Habou, où il se fait représenter, à nouveau sur le pylône, en train d'être légitimé par les dieux (le roi est représenté entre Atoum et Thot, et est entouré de la triade thébaine et de la déesse Seshat). 
Lors de la seconde campagne d'inscription, avec le nom Héqamaâtrê. Dans la grande salle hypotsyle du temple d'Amon à Karnak, il complète pratiquement le décor de la salle en ajouter cent quatre-vingt-un tableaux ou scènes aux cent soixante-six réalisés par Séthi Ier et Ramsès II. Ramsès IV fait également inscrire ses cartouches sur l'obélisque de Thoutmôsis Ier. Il fait réaliser également une partie du décor du temple de Khonsou fondé par son père : il achève la décoration des pièces du sanctuaire du dieu, ces reliefs peints ont fait l'objet d'une récente campagne de restauration, révélant une polychromie encore vive qui témoigne de l'habileté des artistes royaux. Au temple d'Amon à Louxor, il fait inscrire cent soixante cartouches sur les bases des colonnes. Il fait également apposer ses cartouches dans les cours et le passage du bastion dans le temple des millions d'années de son père à Médinet Habou.
Durant le règne précédent, un vaste programme de creusement de tombes princières et royales avait vu le jour, nécessitant une main d'œuvre qualifiée. Avec le doublement des équipes du village des artisans de la tombe, passant de soixante à cent vingt membres, Deir el-Médineh connaît alors sa plus forte croissance. Ce choix coûteux montre la reprise en main de la situation, qui une décennie plus tôt vivait une crise qui avait abouti à la première grève documentée de l'Histoire. Les grands travaux reprennent dans la vallée des Rois, où il fait construire sa tombe (KV2) dont la fondation a lieu quinze mois après le début de son règne. Dans la vallée des Reines, Ramsès IV enterre des membres de sa famille. Il aménage une tombe (QV74) pour sa grande épouse royale, Douatentopet. A une date inconnue, il procède aux obsèques de son frère Khâemouaset qui a passé sa vie au service du dieu Ptah à Memphis. Il lui offre un sarcophage externe en granite, dont le couvercle reproduit l'image du défunt transformé en Osiris.

#### Ailleurs dans l'empire égyptien
Le roi fait graver ses cartouches et des textes-bandeaux dans les temples de Séthi Ier et de Ramsès II à Abydos. Il y fonde également un temple dont il ne reste que les dépôts de fondation. Ces interventions portent le nom d'Ousirmaâtrê et datent donc du début du règne. Son nom Héqamaâtrê apparaît également à Abydos sur des stèles et des statues, dont une stèle de l'an IV dédiée à Osiris, Isis et Horus-défenseur-de-son-père où il demande d'ailleurs un long règne en échange de sa piété. Il laisse également son nom à Hermonthis, Tôd, El-Kab et Edfou.
Ramsès IV laisse son nom sur une colonne du Moyen Empire au Fayoum. À Memphis, il érige des statues de granite à son effigie dans le grand temple de Ptah. Il laisse son nom sur un colosse de Ramsès II et sur un montant de porte de Mérenptah. À Héliopolis, il fait bâtir un petit temple consacré aux dieux de la cité et au culte de son image, y érigeant au moins un obélisque. Le temple d'Héliopolis est situé à proximité du grand portail occidental du grand temple de Rê, non loin de l'entrée monumentale édifiée par son père et qui englobait déjà le grand parvis du temple de Khépri-Rê-Atoum. Il jalonnait une voie qui menait vers le nord de la grande enceinte, sur un vaste périmètre dans lequel se trouvent les tombes du taureau Mnévis, une incarnation d'Atoum sur terre. Du reste du Delta, son nom n'a été trouvé que sur une statue trouvée à Nébéshâ.
Ses cartouches apparaissent en Nubie à Aniba, Gerf Hussein, Ibrim, Bouhen (où le vice-roi de Koush Hori est également attesté) et peut-être Amara-ouest. De plus, à Kaoua loin au sud de la Nubie, un chef d'armée nommée Ramsèsnakht y a laissé un graffito sur un mur du temple de Toutânkhamon.
À Gaza, où demeure une garnison égyptienne, Ramsès IV poursuit la construction du temple entamée par son père. Ce temple, appelé château de Ramsès, régent d'Héliopolis en terre de Canaan, était dédié au dieu Amon du pays de Djahy, nom que les anciens Égyptiens donnaient à cette région de la Palestine.

#### Expéditions
Pour pouvoir faire tailler des statues, le roi envoie des expéditions au Ouadi Hammamat, une carrière abandonnée depuis le règne de Séthi II. La première expédition est envoyée au 14e jour du IIe mois de la saison Peret de l'an 1, et est dirigée par Ousermaâtrênakht. Le but affiché était de rapporter de la pierre de bekhen (grauwacke) pour en faire de grandes statues. Elle était composée de quatre cent six hommes, principalement des militaires et des policiers. Il fallait vérifier en effet l'état des lieux et assurer la sécurité des équipes dans une région abandonnée depuis plusieurs décennies. Une deuxième expédition, elle aussi prudente, a lieu au début de l'an 2. À la fin de l'an 3, une grande expédition composée de 8 368 hommes (dont 5 000 soldats, 2 000 employés des temples d'Amon, 800 Apirou et 130 tailleurs de pierre et carriers) est menée par le grand prêtre d'Amon Ramsèsnakht (en), ce dernier est assisté de quelques échansons. Près de neuf cents hommes sont décédés lors de cette expédition. Certaines des pierres traînées sur 100 km jusqu'au Nil depuis Wadi Ouadi Hammamat pesaient plus de 40 tonnes. Cette expédition est la plus importante du Nouvel Empire dans la région, quoique plus modeste que celles du Moyen Empire. Toutefois, peu de statues en grauwacke de Ramsès IV sont connues, en sachant que certaines ont pu être usurpées à des rois antérieurs.
Une expédition est envoyée en l'an 5 au Sinaï, plus particulièrement au Sarabit al-Khadim, pour rapporter des matières précieuses, particulièrement de la turquoise et du cuivre, matières premières indispensables à l'économie du pays. Des restaurations ont lieu sur le site en l'honneur de la déesse Hathor, et instaurant un culte des ancêtres royaux, ce qui est précisé par un membre de l'expédition.
Les grandes inscriptions et stèles gravées à l'occasion de ces expéditions témoignent d'une forte présence militaire dans leur organisation, assurant la sécurité et garantissant le retour des produits extraits des nombreux filons. Ceux-ci avaient de tout temps fourni ces matières précieuses à la royauté égyptienne. Ce faisant, Ramsès IV s'assure le contrôle des principales voies commerciales débouchant sur la mer Rouge et par le Sinaï sur le Levant.

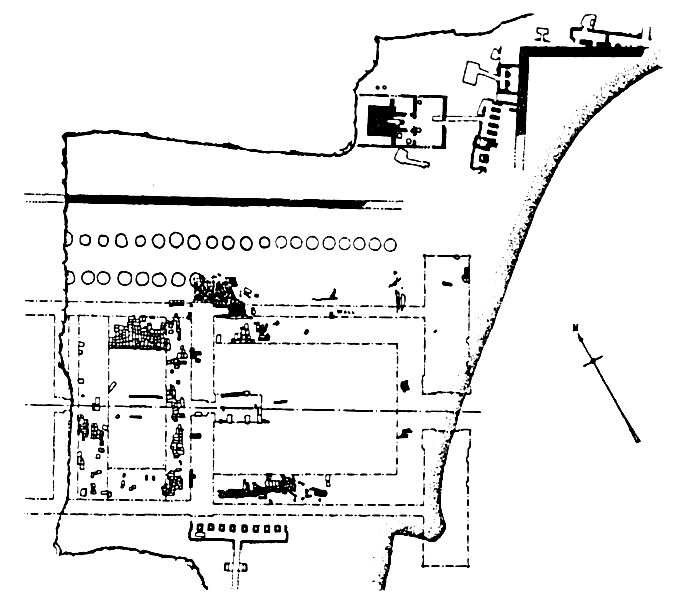
Plan du temple des millions d'années de Ramsès IV.
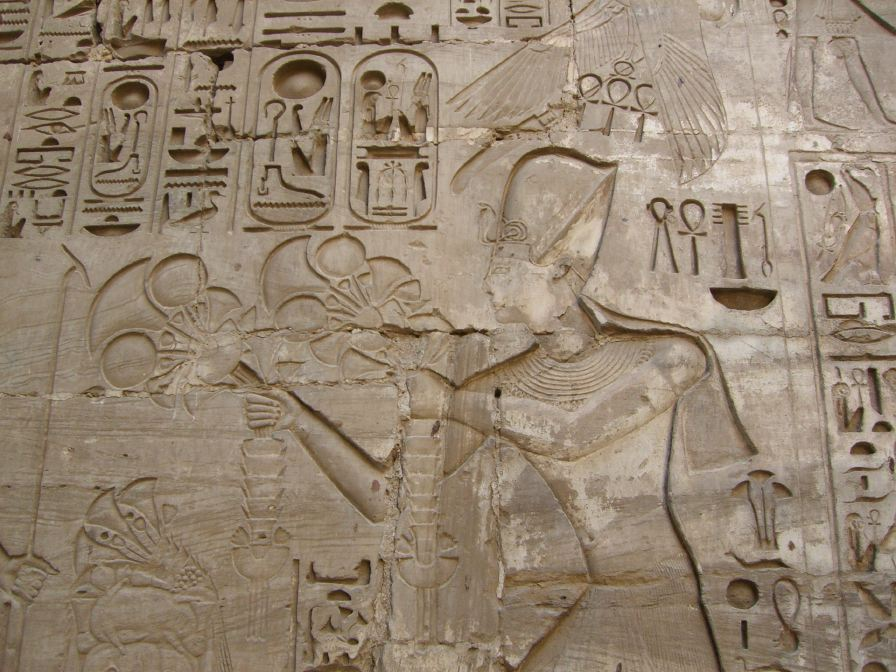
Relief du temple de Khonsou à Karnak représentant Ramsès IV faisant une offrande aux dieux.
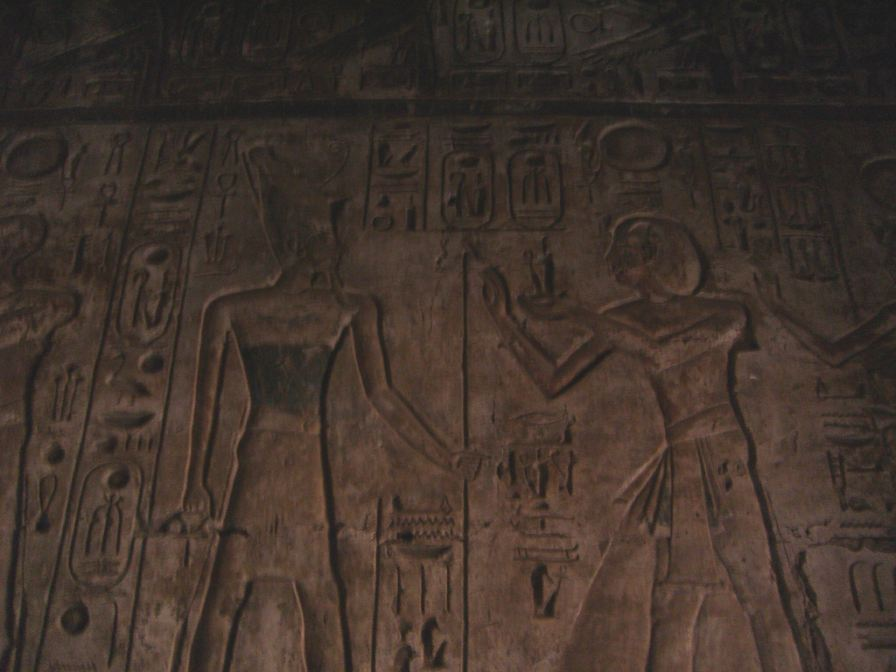
Ramsès IV faisant l'offrande de la Maât au dieu Atoum - Temple de Khonsou de Karnak.
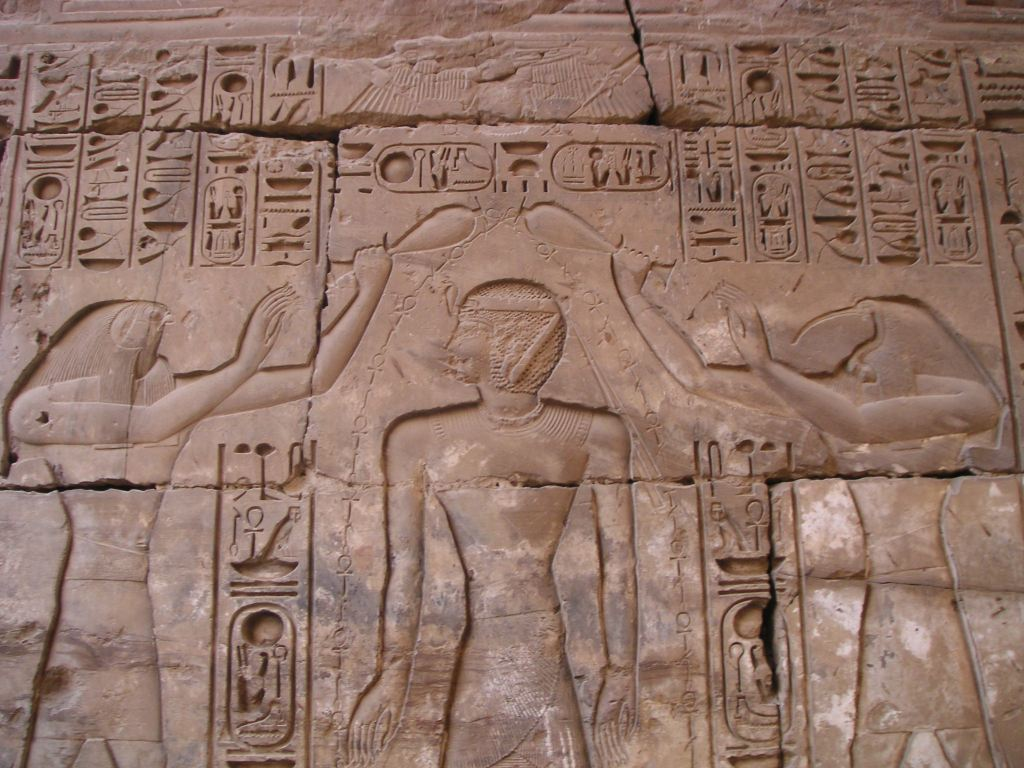
Ramsès IV. Temple de Khonsou de Karnak.
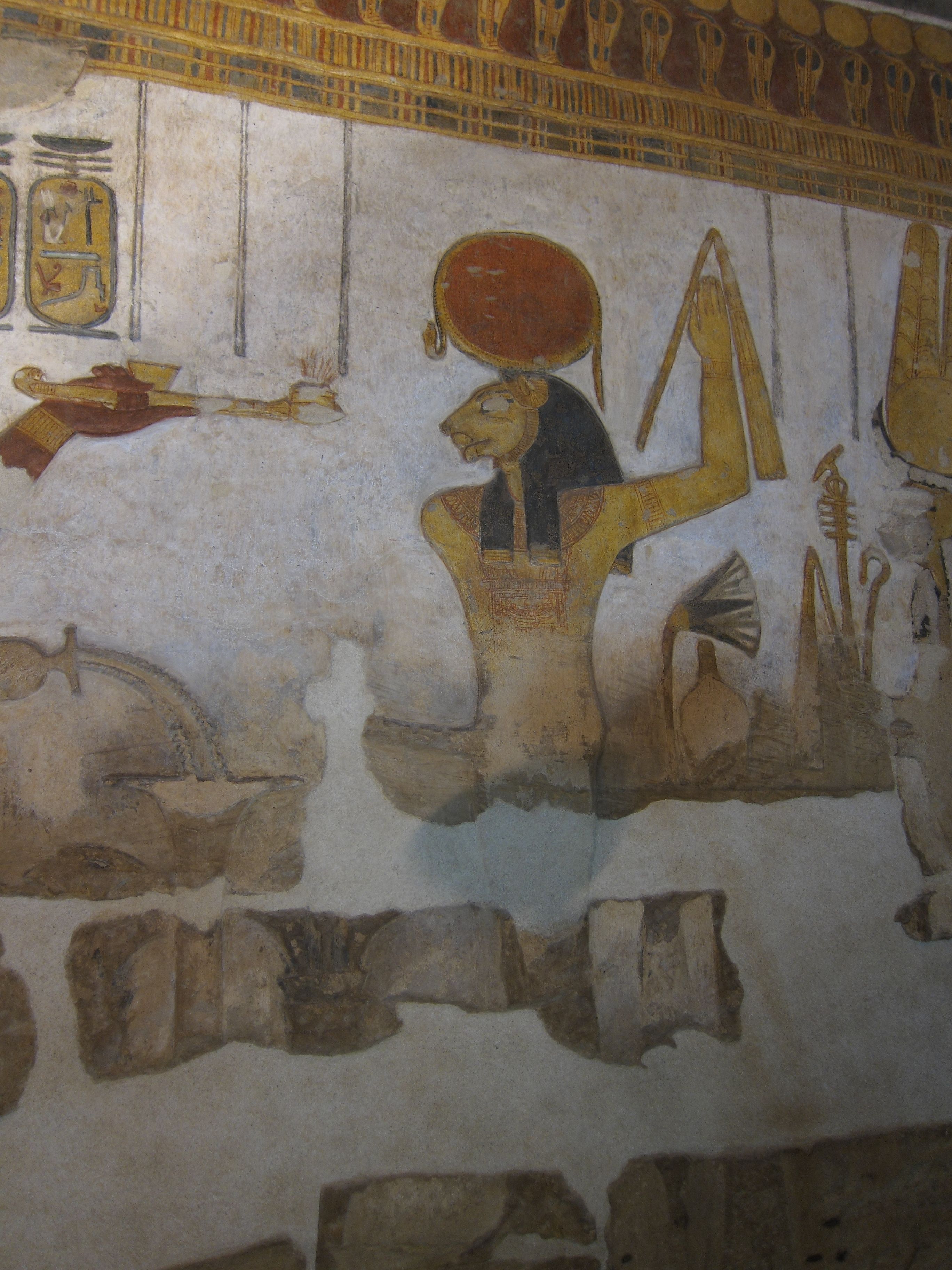
Ramsès IV faisant une offrande d'encens à une des formes de Montou. Temple de Khonsou à Karnak.
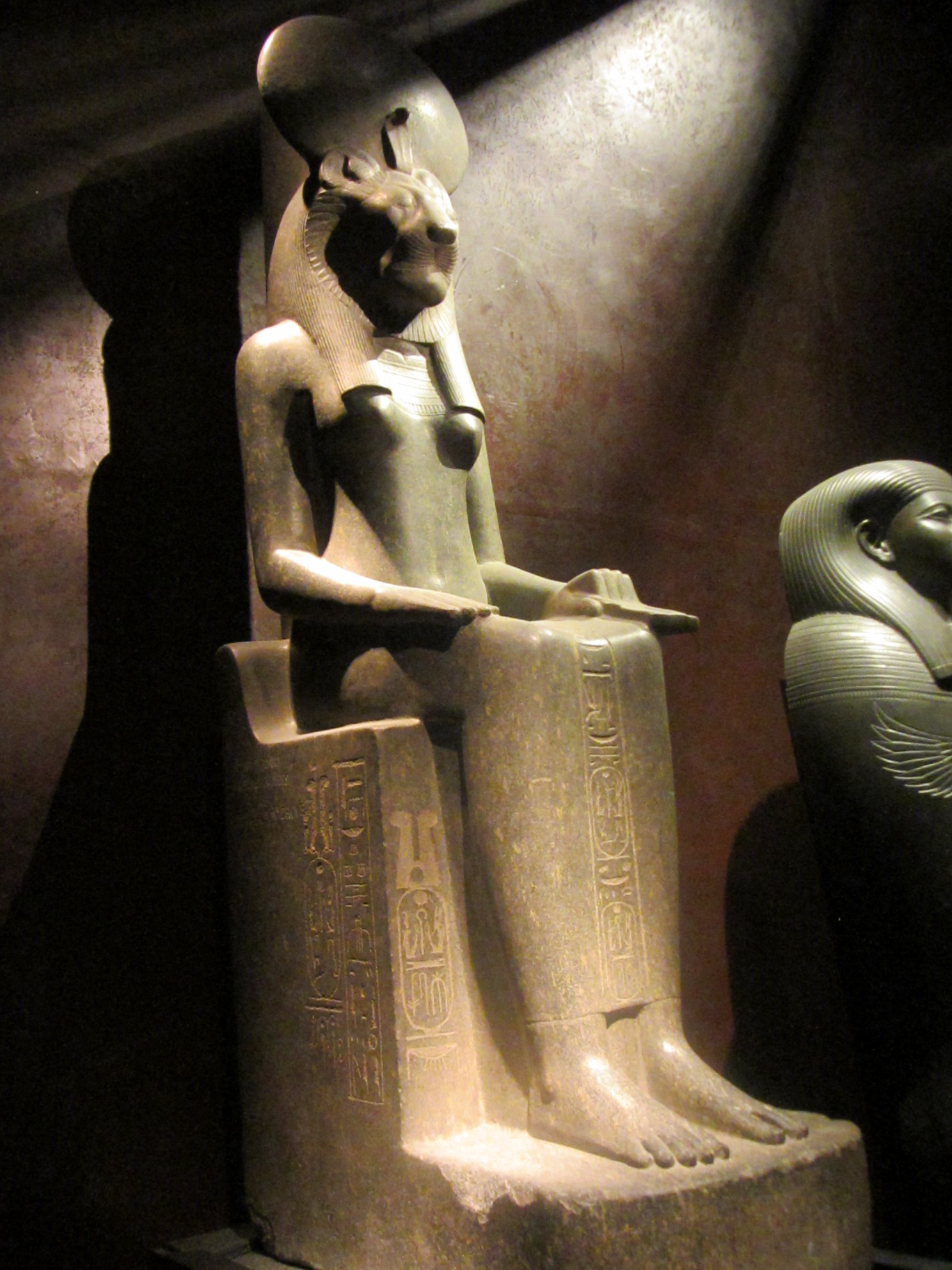
Statue de Sekhmet inscrite aux cartouches de Ramsès IV. Musée égyptologique de Turin.
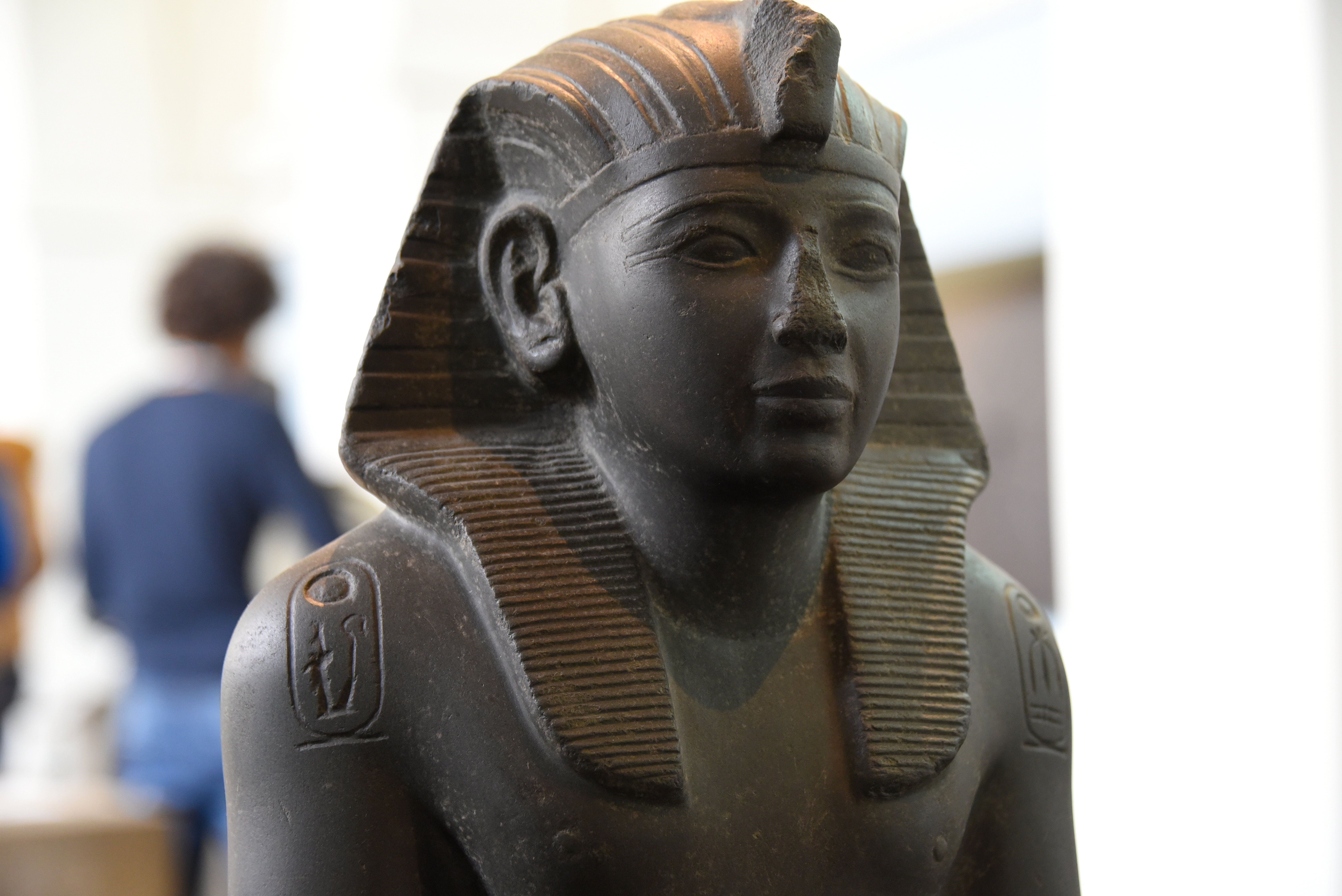
Statue de Ramsès IV portant ses cartouches sur les épaules. British Museum.
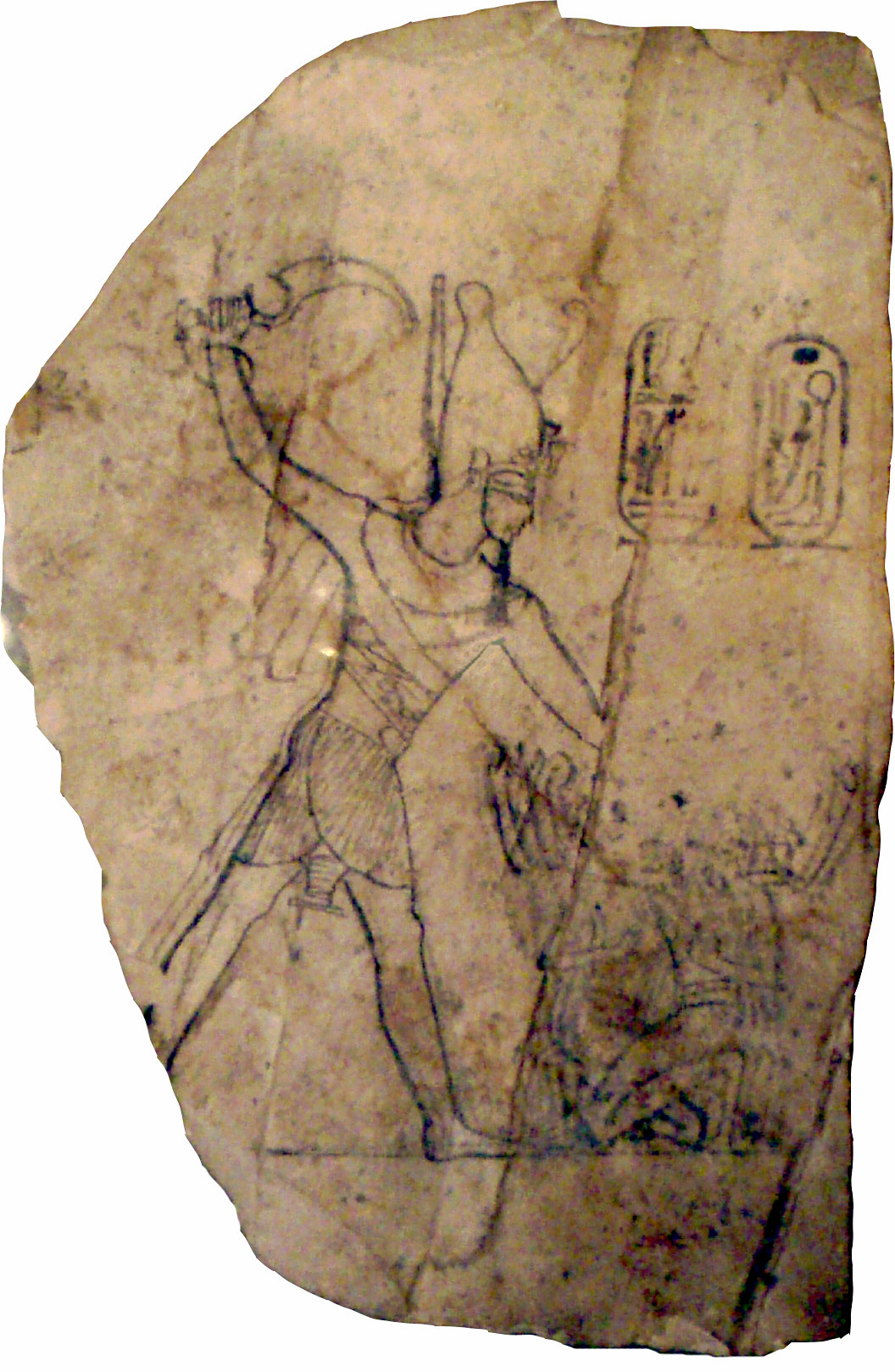
Ostracon en calcaire représentant Ramsès IV terrassant ses ennemis.

### Attestations
Hormis cette activité constructrice, par ailleurs inachevée à sa mort, le règne de Ramsès IV est connu par divers éléments. Le papyrus Harris est le document le plus complet sur la vie de Ramsès IV qui nous soit parvenu. Il relate également comment le roi Sethnakht a restauré la paix après une période de guerre civile et fait un résumé du règne de Ramsès III. Un autre document essentiel est la carte du papyrus de Turin, la plus ancienne carte géologique connue.
Le cartouche de Ramsès IV se trouve encore à Byblos, la traditionnelle alliée économique de l'Égypte antique. Une pierre portant son nom à Tell Delhamiya, au sud du lac Génézareth, ainsi que quelques scarabées, ont également été trouvés.

## Sépulture
Ramsès fait creuser son tombeau dans la vallée des Rois. Située à l'entrée du site, sa tombe (KV2) fut l'une des premières tombes royales explorées, et demeure l'une des plus visitées de la vallée des Rois. C'est un hypogée rectiligne, avec un plan segmenté par des couloirs qui se succèdent et aboutissent à une antichambre donnant sur la chambre funéraire. Cette dernière contient toujours le sarcophage du roi. Elle est suivie d'une dernière chambre, où était abrité le mobilier accompagnant le défunt dans l'Au-Delà.
Sa momie a été retrouvée dans la cachette de la tombe d'Amenhotep II. L'analyse de cette momie indique qu'il s'agit d'un homme de 50 ans. Cette information nous permet de situer le début de son règne à l'âge d'environ 44 ans, étant donné qu'il a duré environ 6 ans.

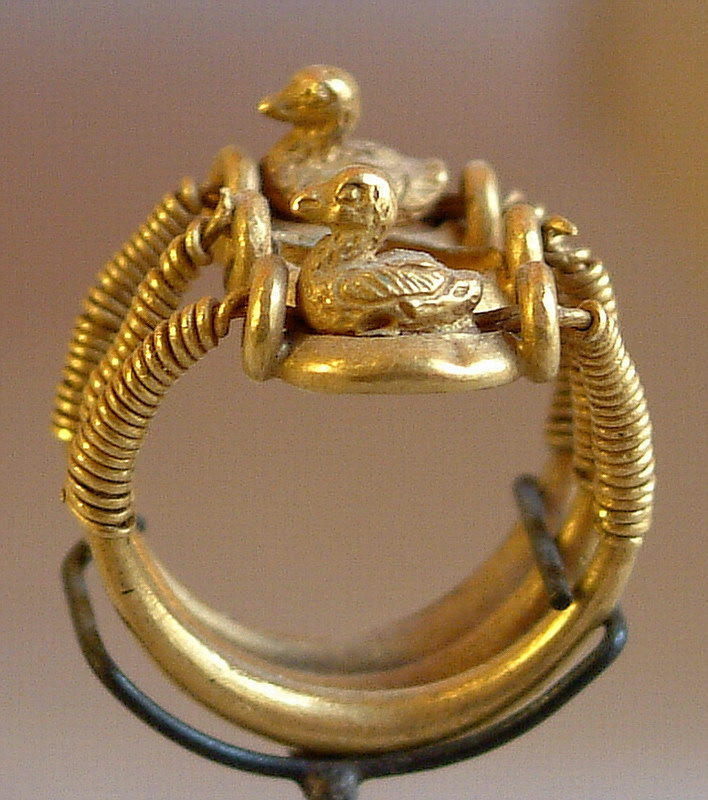
Bague ornée de canards portant le nom de Ramsès IV
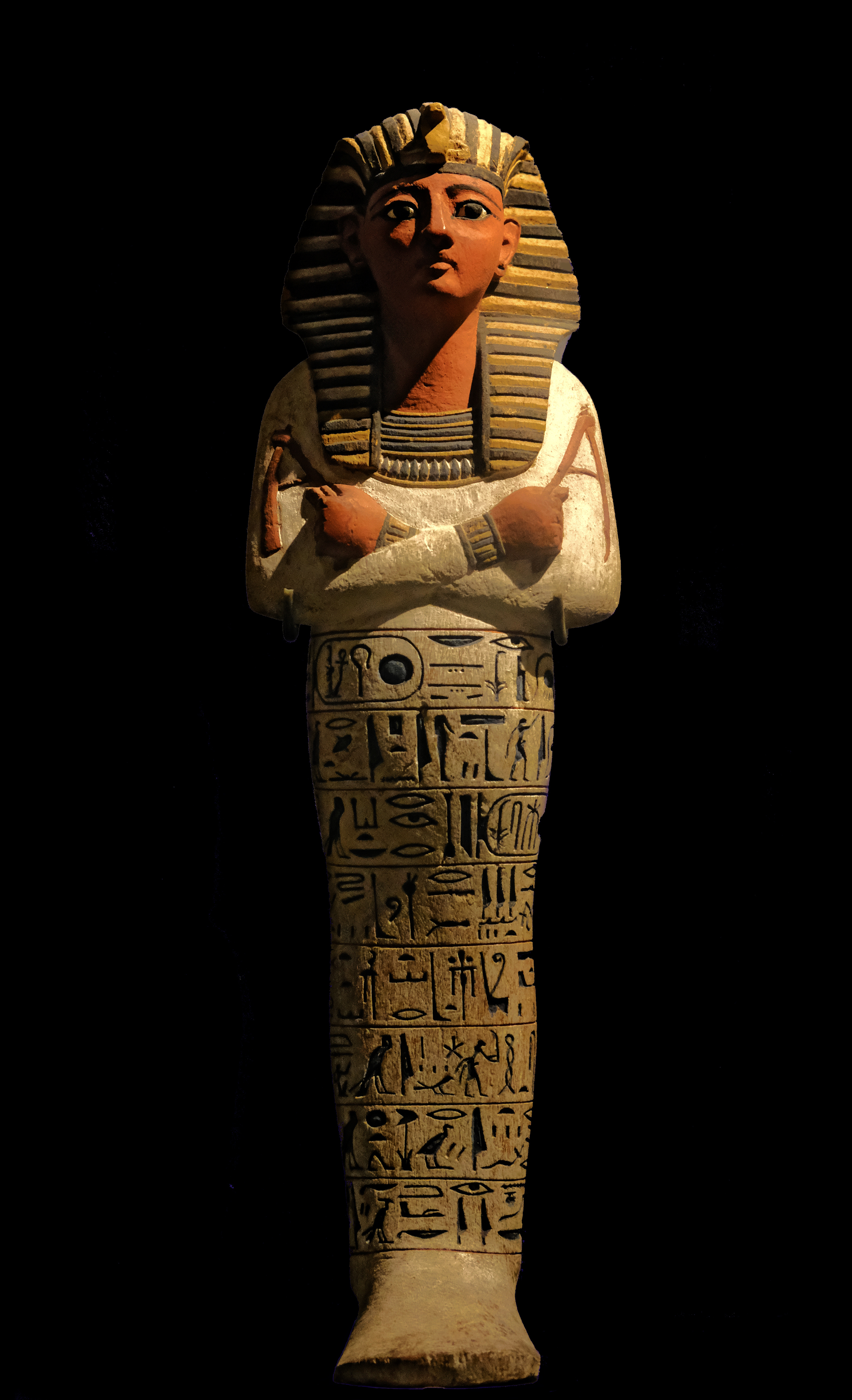
Ouchebti (figurine funéraire) de Ramsès IV (Musée du Louvre).
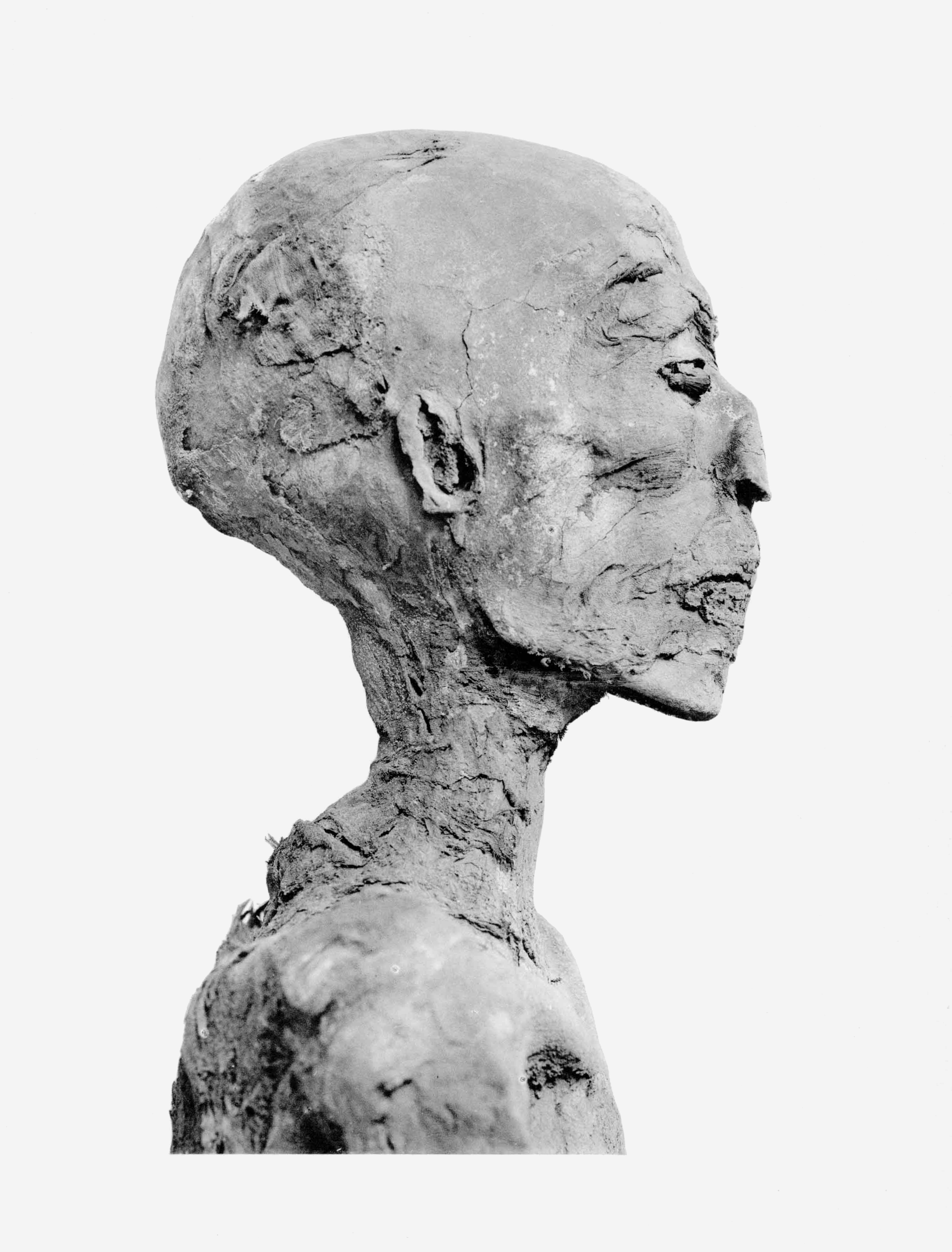
Momie de Ramsès IV